# محطة قطار مزغران
محطة مزغران هي محطة قطار جزائرية تقع في بلدية مزغران بولاية مستغانم .

## الموقع في السكة الحديدية
تقع المحطة على خط المحمدية – مستغانم [الفرنسية]، حيث تسبقها محطة حاسي ماماش وتتبعها محطة مستغانم.

## تاريخ
تقع المحطة على ارتفاع 145,730 m ، وقد تم تشغيلها في عام 1908 أثناء افتتاح القسم من لا ماكتا (في مرسى الحجاج الحالي) إلى مستغانم من الخط القديم من لا ماكتا إلى ترومليت حيث كانت تقع عند النقطة الكيلومترية (PK) 26,100.

## خدمة الركاب

### خدمات
تخدم محطة مزغران القطارات الإقليمية على خط المحمدية - مستغانم .